# Бресол (Алије)
Бресол (фр. Bressolles) насеље је и општина у централној Француској у региону Оверња, у департману Алије која припада префектури Мулен.
По подацима из 2011. године у општини је живело 1019 становника, а густина насељености је износила 43,58 становника/km². Општина се простире на површини од 23,38 km². Налази се на средњој надморској висини од 225 метара (максималној 292 m, а минималној 203 m).

## Демографија
| 1962. | 1968. | 1975. | 1982. | 1990. | 1999. | 2011. |
| ----- | ----- | ----- | ----- | ----- | ----- | ----- |
| 519   | 596   | 783   | 881   | 957   | 962   | 1.019 |

График промене броја становника у току последњих година